# Maestro del Dípilon

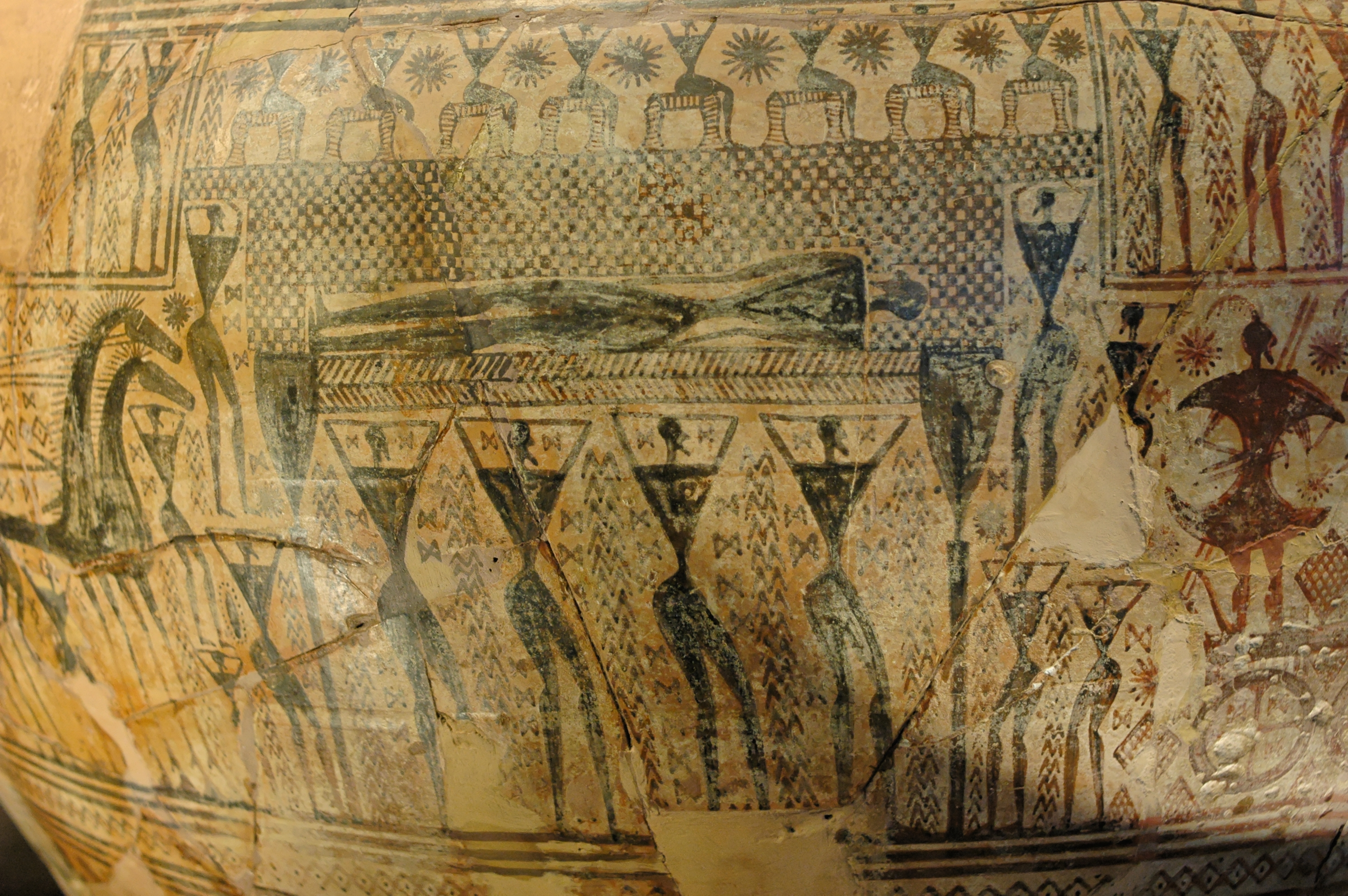
Escena de próthesis que representa a un difunto en su lecho fúnebre rodeado de plañideras en una crátera del Maestro del Dípilon, c. 750 a. C. (Museo del Louvre A 517).

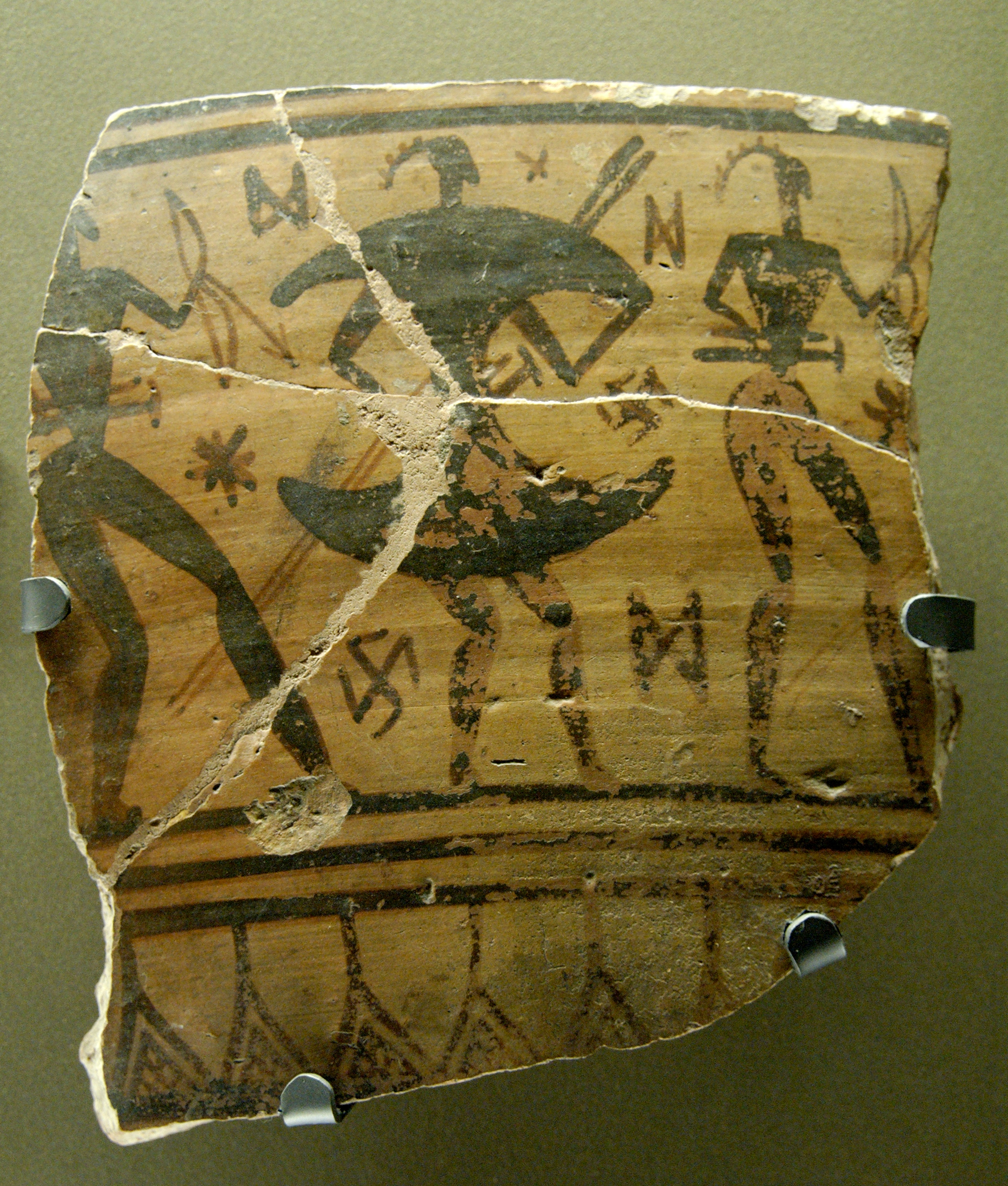
Guerreros, uno con escudo característico. Fragmento de crátera. Maestro del Dípilon. c. 750 a. C. (Museo del Louvre)

El Maestro del Dípilon es un nombre que se ha convenido para nombrar a un antiguo pintor de vasos griegos que estuvo activo alrededor de 760-750 a. C. 
Trabajó en Atenas, donde él y su taller produjeron grandes vasos funerarios para las inhumaciones del cementerio de Dípilon, de donde proviene su apelativo, a falta de conocer su verdadero nombre. Su trabajo pertenece a la etapa más tardía del estilo geométrico (Geométrico Reciente) y sus vasijas, que llegaban a medir hasta 1,60 m de altura, se les inutilizaba intencionadamente haciéndoles un agujero en el fondo para servir como lápidas de las tumbas aristocráticas, si no, servían para recipientes de libaciones.
El proceso de abstracción que había llevado a la figura humana y las narraciones que se relataban para que se incorporaran plenamente a la decoración geométrica pura, manteniendo la función de representación, habían conducido a este gran ceramógrafo y a su taller al límite de las posibilidades expresivas. El «estilo Dípilon» estaba destinado a dominar la escena durante  breve tiempo. El último de sus más cercanos colaboradores dejó de pintar alrededor del 735 a. C., a tan sólo veinticinco años después de que la carrera del Maestro del Dípilon se iniciara.
Su estilo se caracteriza por el uso del friso continuo en la decoración de los vasos, entre los que destaca el ánfora 804 del Museo Arqueológico Nacional de Atenas. Entre bandas de motivos geométricos, se encuentran una o dos bandas centrales, encajadas entre las asas y, como tales cerámicas funerarias, estaban decoradas con representaciones de escenas de próthesis, que representan el duelo de la persona fallecida (mediante la exposición del muerto y las lamentaciones) o escenas de desfiles de carros de guerra de caballos (ekphora) y de guerreros. Las figuras son muy esquemáticas, con torso triangular, largas piernas y un punto por cabeza con una ligera barbilla.
Casi 50 vasos se han atribuido al Maestro del Dípilon y su taller, y siete fueron atribuidos expresamente a él. Sus imágenes son las primeras de arte figurativo que se encontraron en Grecia después del colapso de la cultura palacial micénica.
Los personajes están representados con los brazos, el torso y las piernas de perfil, mientras que en la plasmación de los cortejos fúnebres, en los carros se muestran las dos ruedas y las ocho patas de los dos caballos. A diferencia de otras escenas, ningún personaje se combina con otro para llenar los espacios en blanco, pero la parte de la escena imaginada, alejada, se inserta en una capa superpuesta.

## Obras atribuidas
- Ánfora funeraria ateniense, del geométrico tardío I, c. 760-750 a. C. silueta sobre terracota, altura 155 cm., Atenas, Museo Arqueológico Nacional, inv. 804. Proveniencia: necrópolis del Dípilon, Atenas.[3][4][5]
- Crátera funeraria ateniense fragmentaria, geométrico tardío I, circa 750 a. C. silueta sobre terracota, anchura 58 cm., Parigi, Museo del Louvre A 517. Procedencia: necrópolis del Dípilon, Atenas.[6][7][5]
- Ánfora funeraria ateniense fragmentaria, geométrico tardío I, silueta sobre terracota, París, Museo del Louvre A 516.[8][5]
- Ánfora funeraria ateniense, geométrico tardío I, Atenas, Museo Arqueológico Nacional, inv. 803. Procedencia: necrópolis del Dípilon.[9][5]
- Enócoe ateniense, geométrico tardío I, Atenas, Museo Arqueológico Nacional, inv. 811. Procedencia: necrópolis del Dípilon.[10][5]
- Brocca ateniense, geométrico tardío I, Atenas,Museo Arqueológico Nacional, inv. 812.[11][5]
- Ánfora ateniense fragmentaria, geométrico tardío I, Atenas, Museo del Ágora, pieza 7024.[12][5][13]